# Ferrocarril a Angola

Xarxa ferroviària d'Angola (Versió interactiva)
1067mm d'ample, 610mm d'ample

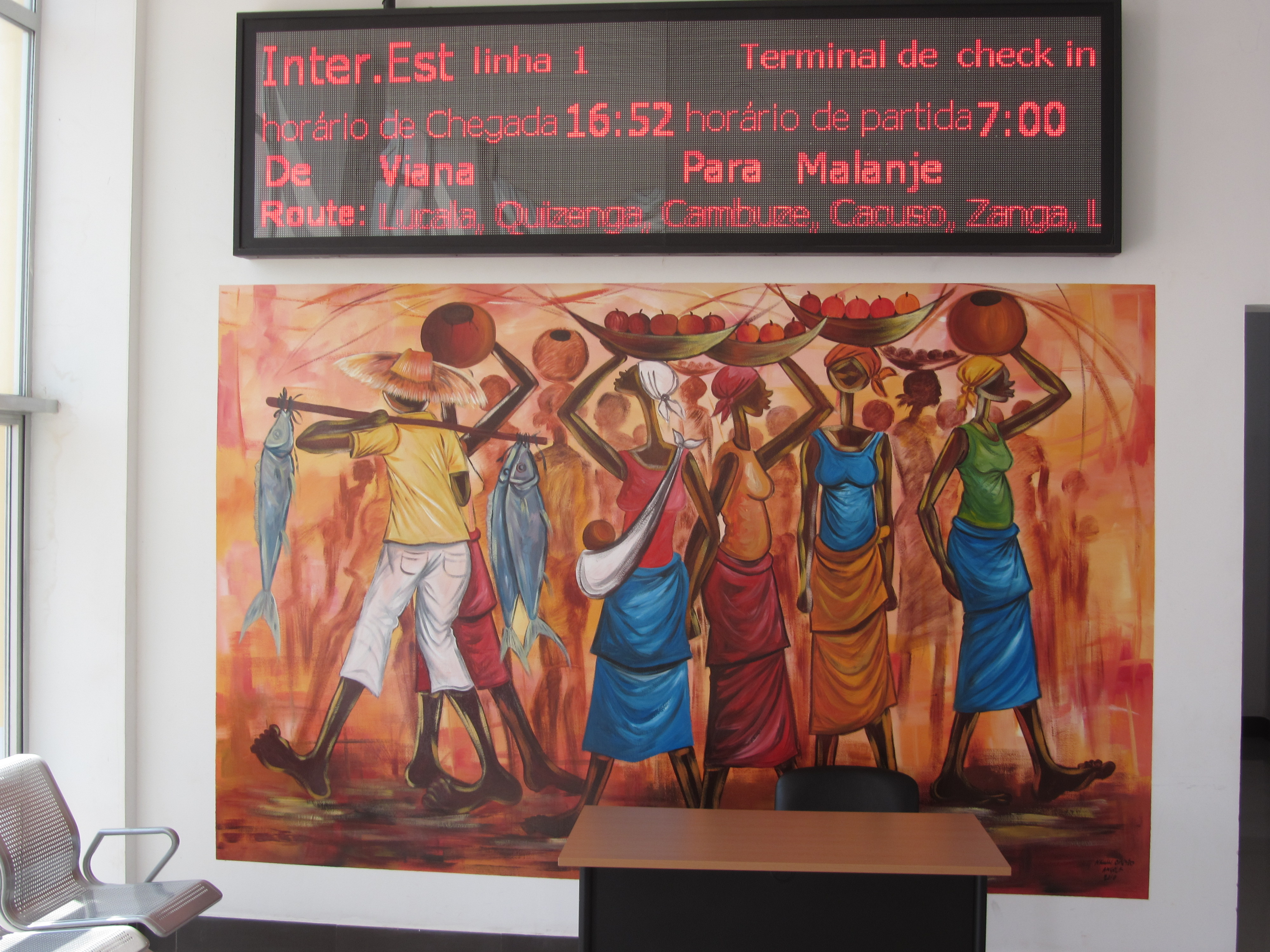
Quadre d'arribades a Malanje, agost de 2011

El ferrocarril a Angola consisteix en tres línies amb ample de via sud-africana diferents que no es connecten: els Caminho de Ferro de Luanda al nord, el Caminho de Ferro de Benguela al centre i el Caminho de Ferro de Moçâmedes al sud. Cada línia connecta la costa atlàntica a l'interior del país. Una quarta línia va connectar un temps Gunza i Gabela però ja no és operativa.

## Història
La construcció del ferrocarril va començar a Angola el 1887, quan el país era una colònia de Portugal. El Caminho de Ferro de Luanda va obrir el 1889, el Caminho de Ferro de Moçâmedes va obrir el 1910, i el Caminho de Ferro de Benguela van obrir en 1912. Els ferrocarrils van continuar expandint-se cap a l'interior fins a 1961, quan el Caminho de Ferro de Moçâmedes va arribar a Menongue. Després que Angola va aconseguir la seva independència de Portugal el 1975 va esclatar la Guerra Civil angolesa i es va perllongar fins a l'any 2002. La lluita perllongada va provocar la destrucció de la major part de la infraestructura ferroviària d'Angola. Els rebels van volar ponts, van trencar vies i van sabotejar el dret de pas amb mines terrestres per evitar que es restaurés el ferrocarril.
Quan va acabar la lluita, el govern d'Angola va tractar de restablir el servei de ferrocarril. Els contractes van ser adjudicats a l'empresa estatal China Railway Construction Corporation Limited per reconstruir el Caminho de Ferro de Luanda i el Caminho de Ferro de Benguela. Una empresa minera xinesa de propietat privada va reconstruir el Caminho de Ferro de Moçâmedes. Les tres línies d'amplada sud-africana havien estat reconstruïdes en 2015.

## Estadístiques
- total: 2,761 km
- Via estreta: principalment 2,638 km de 1067mm (ample de via sud-africà)
- Hi ha també 123 km de 600mm ample (2002)

## Enllaços amb els països veïns
El Caminho de Ferro de Benguela es connecta al ferrocarril de Katanga a la frontera amb la República Democràtica del Congo. El primer tren va arribar a la ciutat fronterera de Luau a l'agost de 2013. Tanmateix els ferrocarrils congolesos es troben en un estat deteriorat i no hi havia serveis disponibles en 2015. Els passatgers i les mercaderies han d'utilitzar autobusos i camions per arribar a destinacions al Congo.

## Material rodant

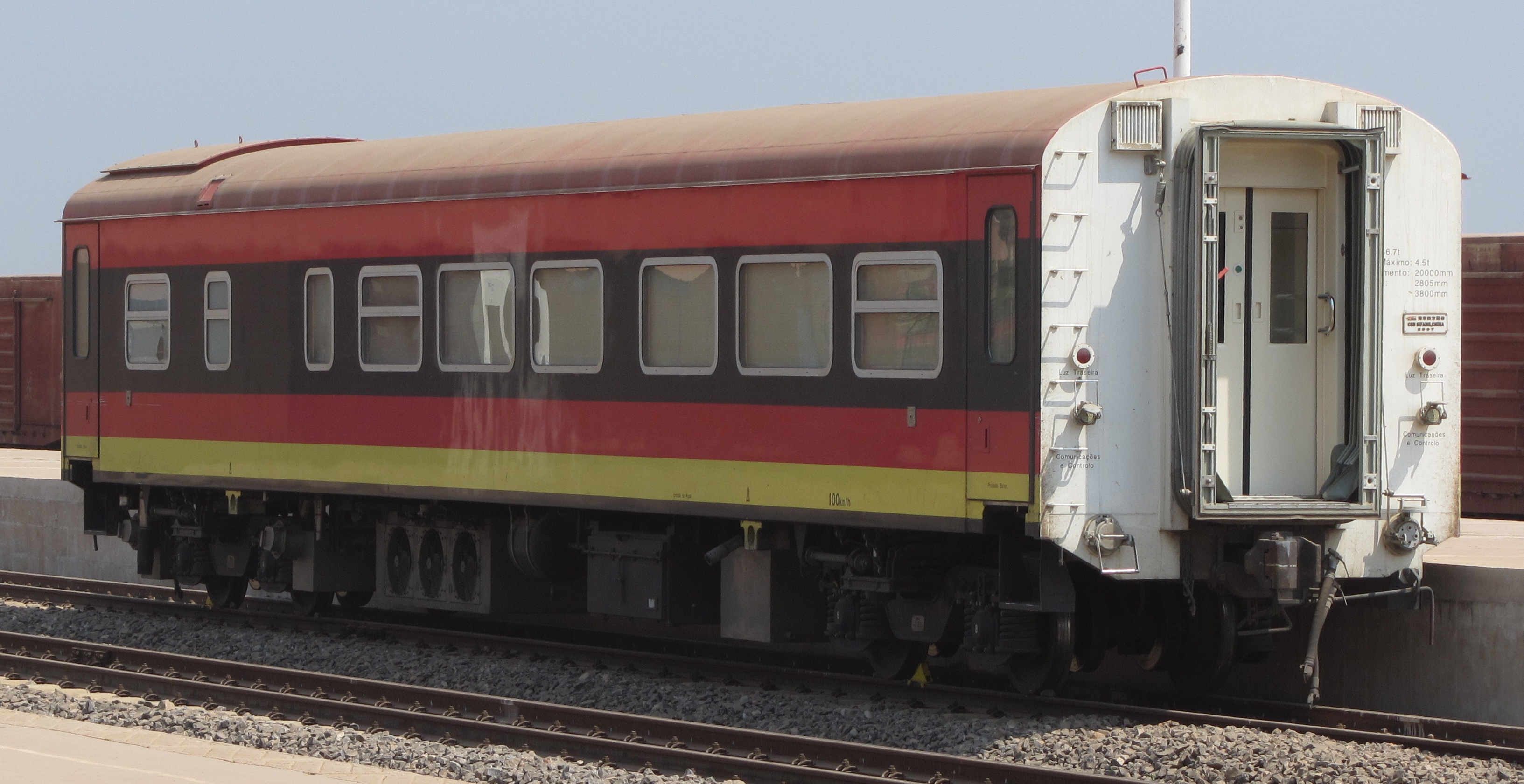
Vagó de passatgers a l'estació de Malanje

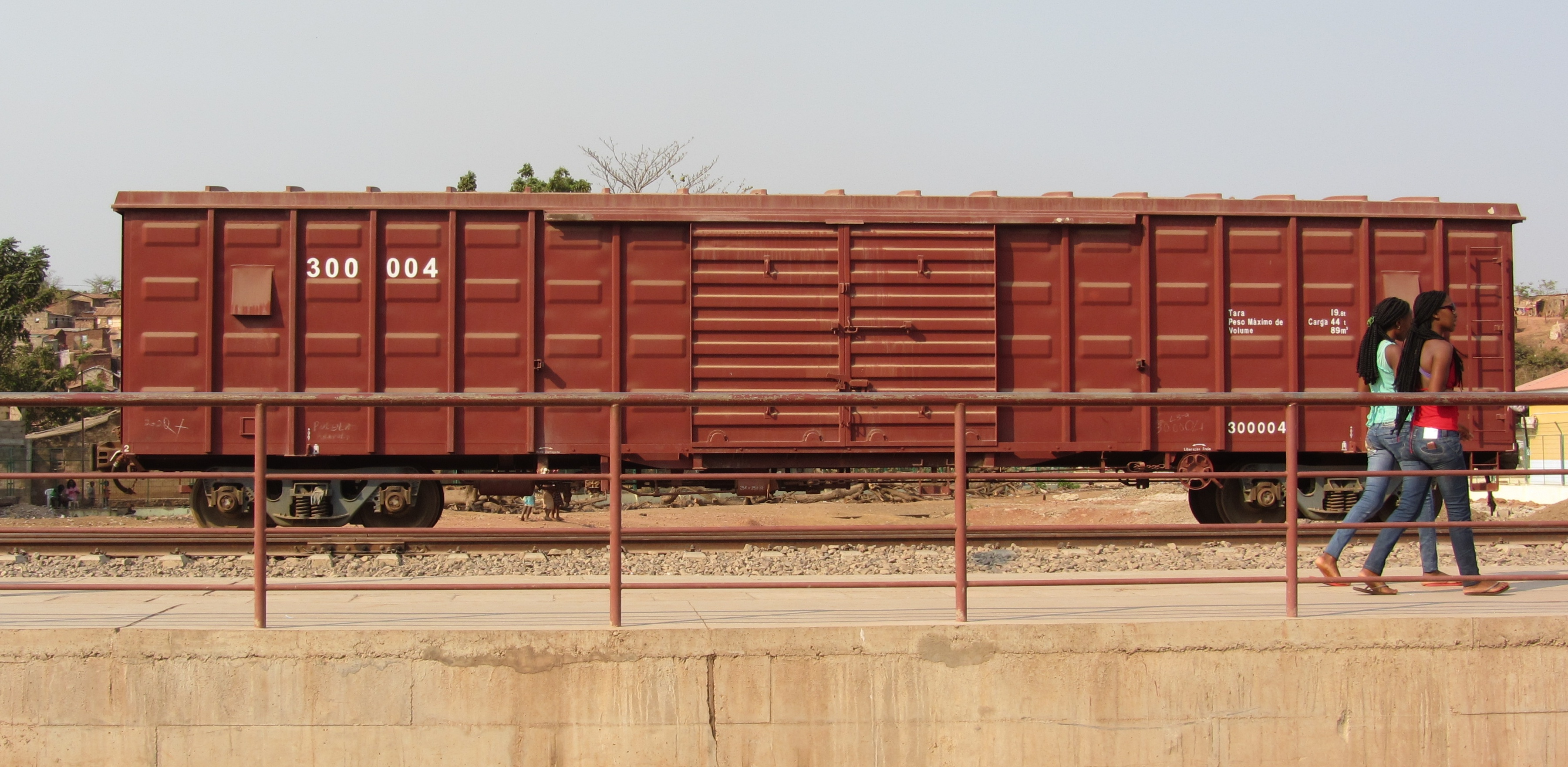
Vagó a l'estació de Donde

### Locomotores
| Tipus                  | Fabricant                | Notes | Font   |
| ---------------------- | ------------------------ | ----- | ------ |
| Locomotora CKD8F       | CNR Dalian, Dalian, Xina |       | [ 6 ]  |
| Locomotora SDD6A       | CSR                      |       | [ 7 ]  |
| Locomotora C30ACi      | GE Transportation        |       | [ 8 ]  |
| Vagó de passatgers CSR | CSR                      |       | [ 9 ]  |
| Vagó CSR               | CSR                      |       | [ 10 ] |
| Vagó obert CSR         | CSR                      |       | [ 11 ] |
| Vagó tanc CSR          | CSR                      |       | [ 12 ] |

## Programa de rehabilitació i modernització dels ferrocarrils
Després del final de la guerra civil, el govern podria començar a planificar tant la rehabilitació de la "xarxa" heretada de la potència colonial i en gran part destruïda per la guerra civil, com la seva extensió mitjançant la construcció de noves línies, la interconnexió de les línies existents i la connexió amb tots els països veïns. Sempre que estigués acabat, això es traduiria en una quadrícula de tres línies est-oest i tres línies nord-sud, que unirien les 18 províncies a la xarxa ferroviària. Aquest pla es coneix també pel nom d' Ango-Ferro.

### Nou marc institucional
En relació amb el programa de rehabilitació de la xarxa heretada de l'època colonial i el projecte de construcció de noves línies, el marc institucional de les operacions ferroviàries va ser canviat el 2010 en una sèrie de decrets presidencials.
Com l'administració pública per supervisar, regular, certificar i donar llicència a companyies ferroviàries, infraestructura i material rodant, es va crear l'Instituto Nacional dos Caminhos de Ferro de Angola (INCFA) a partir de la Direcció de Transport Terrestre dins el Ministeri de Transport.
Totes les infraestructures ferroviàries, línies, vies, estacions, instal·lacions de manteniment, etc. van ser declarats de domini públic controlat per l'estat. Les tres companyies de ferrocarrils es van convertir en empresa pública (E.P.), empreses del govern que rendeixen comptes al Ministeri de Transport. La infraestructura va ser separada del servei de transport, cosa que obre la possibilitat que les empreses privades puguin oferir serveis de transport ferroviari en el futur.

### Integració tècnica amb els països de la SADC

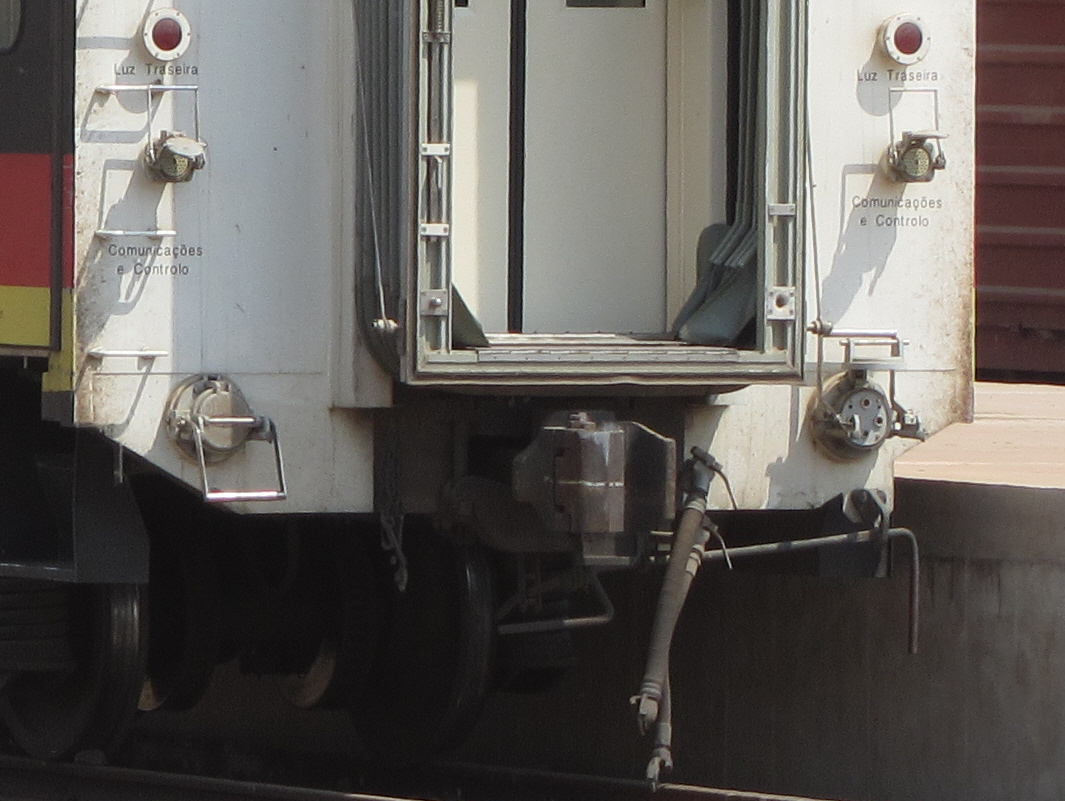
Acoblador de l'AAR als nous vagons de tren

La majoria dels ferrocarrils dels països la SADC (Comunitat de Desenvolupament l'Àfrica Austral) utilitzen l'ample de via sud-africà de 1.067mm, el que facilita la integració prevista de la xarxa ferroviària d'Angola amb els països veïns sense forçar transbordaments a les cruïlles frontereres. Això implica també la interoperabilitat tècnica del material rodant, i que ha portat a l'adopció de la acoblador AAR, que està en ús a Sud-àfrica des de fa molt temps.
El Associació de Ferrocarrils d'Àfrica del Sud (SARA) és un cos per a aquesta estandardització. Les tres companyies ferroviàries actuals d'Angola són membres de SARA.

## Noves línies planificades
El pla implica vuit noves línies:

### Caminho de Ferro do Congo
Aquesta línia començaria al centre de Luanda i arribaria a la desembocadura del Congo a Soyo i Cabinda a través d'una àmplia corba cap a l'est passant a través de Caxito, Úcua, Quibaxe, Dange, Uíge, Songo, Lucunga, Madimba, Mbanza Kongo, Quiende, Lufico a Soyo. A continuació, la línia haurà de creuar el riu Congo entre Soyo i Munanda, creu al voltant de 40 km de la República Democràtica del Congo per entrar novament a territori d'Angola a Imã, a la província de Cabinda, per arribar a la ciutat de Cabinda, i continuar des d'allà a través de Landana, Buco Zau, Belize a Miconje, on es va connectarà amb la xarxa ferroviària del Congo Brazzaville. Aquesta línia tindria uns 950 quilòmetres. S'està duent a terme un estudi de viabilitat. Aquesta línia ja estava discutint-se en 2008.
En un document anterior del Ministeri de Transport hi va haver un encreuament de frontera a la RDC previst més amunt del corrent, on el riu Congo no és tan ample i on la frontera entre Angola i la República Democràtica del Congo s'allunya de la riba del riu, és a dir, a Nóqui (Angola) i Matadi (RDC).

### Enllaç amb Zàmbia
Aquí es ramificaria el Caminho de Ferro de Benguela a Luacano i aniria al sud-est via llac Dilolo, Sapito, Samucal, Cazombo, Camanga, i Calunda a Macongo, on enllaçaria amb la línia que serveix la nova mina de Lumwana a Zàmbia. Aquesta línia seria d'uns 306 km. Està pendent un estudi de viabilitat.

### Enllaç occidental amb Namíbia
Aquest enllaç de probablement 343 km començaria des del CFM a Cuvango i al sud a través de Cassai, Chamutete, Cuvelai, Mupa, Evale, Ondjiva a Namacunde, on es connectaria amb la línia de Namíbia de Tsumeb a Oshikango. Aquest enllaç també s'havia discutit durant una visita d'Estat del president d'Angola a Windhoek l'octubre de 2007. A feasibility study is pending.

### Extensió del ferrocarril de Luanda a Saurimo
El ferrocarril de Luanda s'estendrà cap a Malanje per 527 km via Caculama, Xá-Muteba, Capenda, Camulemba, Cacolo, a Saurimo a Lunda-Sud. Enllaçaria amb la línia nord-sud de l'Est, especificada en la següent secció. Està pendent un estudi de viabilitat.

### Transversal do Leste
Aquesta nova línia s'estendria 1.353 km de nord a sud, començant amb la frontera entre Angola i la República Democràtica del Congo a Chitato, a continuació, via Luachimo, Dundo, Camissombo, Lucapa a Saurimo on es connecta amb el nou punt final previst del Caminho de Ferro de Luanda, encara més a través de Camanogue a Luena on es connecta amb el Caminho de Ferro de Benguela, encara més a través de Lucusse, Cassamba, Cangombe i Lupire a Cuito Cuanavale on es connectarà amb el nou punt final previst del Caminho de Ferro de Moçamedes (CFM), i després via Mavinga a Mucusso pel riu Okavango, on es connecta amb la línia Tsumeb - Caprivi a Namíbia. Està pendent un estudi de viabilitat.

### Extensió del Ferrocarril de Moçamedes a Cuito Cuanavale
Això ampliaria la línia existent en al voltant de 180 km més enllà del punt final actual a Menongue a via Longa a Cuito Cuanavale, on es connecta amb el Transversal do Leste. Està pendent un estudi de viabilitat.

### Transversal Norte-Sul
Aquesta línia central nord-sud de 896 km previstos comença a Uíge, des del planificat Ferrocarril del Congo cap al sud, des d'allí via Negage, Camabatela, Luinga i Calandula a Malanje, el punt final actual del Caminho de Ferro de Luanda, a partir d'aquí més al sud via Cangandala, Mussende, Calussinga, Andulo i Cuhinga a Kuito, on es connecta al Caminho de Ferro de Benguela, i des d'allí a través de Chitambo i Cuvango, on es connecta amb el Caminho de Ferro de Moçâmedes i la nova línia planejada a Oshikango a Namíbia. Està pendent un estudi de viabilitat.

### Interconnexió de tres línies històriques
Aquesta nova línia de 589 km començaria com una extensió de l'existent branca de Dondo del Ferrocarril de Luanda, i va al sud via Quibala i Waku-Kungo a Huambo, on connecta amb el Ferrocarril de Benguala, continuant cap al sud via Cuima a Cuvango, on es connecta - com el Transversal Norte-Sul amb el Caminho de Ferro de Moçâmedes i la nova línia planejada d'Oshikango a Namibia. Està pendent un estudi de viabilitat.
Aquesta línia crea un enllaç ferroviari directe des de la capital d'Angola, Luanda, a la segona ciutat Huambo i a Namíbia.

### Implementació
En declaracions a la premsa el juliol de 2012, en ocasió de la propera obertura de la línia CFB reconstruïda per Luena, el director de l'INCFA, Júlio Bango Joaquim, va dir que la construcció de noves línies començaria tan aviat com les tres línies històriques estiguessin en funcionament en tota la seva longitud. Va posar a la part superior de la llista de prioritats l'enllaç directe a Zàmbia, sense passar per la República Democràtica del Congo, i després l'enllaç amb Namíbia.